# تك خارو (باقران)
تك خارو (بالإنجليزية: Tak-e Kharu)‏ هي مستوطنة تقع في إيران في قسم باقران الريفي.